# Västra Kolberga
Västra Kolberga este o arie protejată (arie specială de conservare — SAC, sit de importanță comunitară — SCI) din Suedia întinsă pe o suprafață de 8,5 ha, integral pe uscat.

## Localizare
Centrul sitului Västra Kolberga este situat la coordonatele 58°57′03″N 16°15′19″E / 58.9507°N 16.2553°E.

## Înființare
Situl Västra Kolberga a fost declarat sit de importanță comunitară în iulie 2000 pentru a proteja un număr necunoscut de specii din flora spontană și fauna sălbatică aflate în arealul zonei. Situl a fost protejat și ca arie specială de conservare în martie 2011.

## Biodiversitate
Situată în ecoregiunea boreală, aria protejată conține 1 habitat natural: Pajiști fino-scandinave uscate până la mezice, bogate în specii de altitudine mică.
La baza desemnării sitului se află un număr nedeclarat de specii protejate.